# Brampton Bierlow
Brampton Bierlow är en civil parish i Rotherham i Storbritannien. Den ligger i grevskapet South Yorkshire och riksdelen England, i den centrala delen av landet, 240 km norr om huvudstaden London.